# Algirdas Lauritėnas
Teodoras Algirdas Adamo Lauritėnas  (nació el 5 de noviembre de 1932 en Kaunas, Lituania y muerto en Kaunas el 7 de agosto de 2001) fue un jugador soviético de baloncesto. Consiguió cuatro medallas en competiciones internacionales con la selección de la Unión Soviética.